# Antonio Rodriguez (écrivain)
Pour les articles homonymes, voir Antonio Rodriguez et Rodriguez.
Antonio Rodriguez, né le 26 juin 1973, poète et professeur à l'Université de Lausanne dans le Canton de Vaud, vit actuellement près de Lausanne.

## Biographie
Poète et professeur d'Université, Antonio Rodriguez est docteur et habilité à diriger des recherches de l’université Sorbonne Nouvelle - Paris 3. En 2011, il est nommé professeur de littérature française à l’université de Lausanne. Spécialiste de théorie littéraire et d’écritures contemporaines, il a publié Le Pacte lyrique (2003), dans lequel il centre la critique de la poésie lyrique sur la lecture et les interactions corporelles. Son deuxième essai, Modernité et paradoxe lyrique : Max Jacob, Francis Ponge (2006), part de la tension entre le « lyrisme » et le « discours lyrique » en français. Il a en outre dirigé plusieurs ouvrages collectifs et publié plus de quatre-vingts articles critiques dans diverses publications internationales. De 2012 à 2016, il a dirigé l’école doctorale de littérature française de Suisse occidentale (Genève, Lausanne, Neuchâtel, Fribourg, Berne). Membre du bureau du réseau International Network for the Study of Lyric qui regroupe des chercheurs en poésie du monde entier, il en devient le président. De 2018 à 2019, il a été chercheur invité dans le prestigieux Committee on Social Thought de l'Université de Chicago, et il a travaillé parallèlement sur les réseaux poétiques à New York.
Les premiers poèmes d'Antonio Rodriguez sortent en revue en 2000. En 2015 paraît Big Bang Europa, chez Tarabuste, premier opus d'une trilogie poétique sur le continent européen, dont il fait le « noyau » de son action en poésie. En 2017 sort le deuxième tome de la trilogie avec le sous-titre « poésie continentale » : Après l'Union (Tarabuste). En 2020 paraît le dernier volume Europa Popula. Saveurs du réel, son premier recueil de poèmes, a paru aux éditions Empreintes en 2006. Il est suivi, en 2007, par En la demeure chez le même éditeur, dans la collection peinte. Il dirige chez cet éditeur la collection « Poche poésie ». Il a collaboré à diverses revues poétiques : L’Etrangère, L’Atelier contemporain, N4728, Revue de Belles-Lettres, Écriture, Viceversa, Arpa. Ses poèmes ont été traduits en plusieurs langues. Il a également réalisé des œuvres en collaboration : Le Dépôt des rêves (2006), La Sainte Odeur de l’homme (2007), Ce qui, noir, prend souffle (2007), un livre d’artiste avec Catherine Bolle.
Editeur de l’œuvre de Max Jacob, il a rassemblé ses poèmes et récits dans l’édition Quarto chez Gallimard en 2012. Il préside de 2009 à 2016 l’Association des Amis de Gustave Roud, qu’il a contribué à présenter comme l’un des principaux poètes-photographes européens de l’entre-deux-guerres. Il a été membre de la commission Poésie du Centre national du livre (Ministère de la Culture – France). Il est également le fondateur et le responsable du site www.poesieromande.ch : actualités, résidences virtuelles et enquêtes poétiques en Suisse romande.
En 2016, il lance et dirige le premier Printemps de la poésie en Suisse : de nombreux événements sont mis en œuvre pendant une quinzaine de jours, et une quarantaine d’institutions culturelles, de cafés littéraires participent d'emblée au succès de l’opération. En 2018, la troisième édition propose 130 événements, réunit une centaine d’institutions et rencontre un important succès dans la presse et auprès du public. Par ce festival, il rassemble des poésies littéraires d’envergure internationale et des pratiques ordinaires, non esthétiques, de la poésie (poésie pour enfants, échanges amoureux, poésie intime, rituels profanes), en considérant que la poésie n’appartient pas qu’aux seuls poètes, mais à ses différents acteurs (lecteurs, comédiens, éditeurs, journalistes). Au vu de ses actions consacrées à cet art et à cette pratique, par l’écriture, la critique et l’animation de l’espace public, la presse parle alors de lui comme d’un «homme-poésie».
En 2017, il met l'accent dans une série d'articles sur les nouveaux «actes» poétiques créés par le «réseau Poésie», les manières de «s’approprier ce genre» au quotidien, dans les territoires, avec des études de terrain. Stimulée par les institutions académiques, créatives et culturelles, la Suisse occidentale s’inscrit ainsi en 2019 dans le dispositif de «Vallée lyrique / Lyrical Valley», qui valorise le patrimoine transnational, les actions en réseau (pour la création comme pour la critique) ainsi que les innovations numériques sur des échelles internationales. En 2020, il met en place l'exposition Code/Poésie (Digital Lyric) avec Sarah Kenderdine (EPFL), grâce au soutien du FNS Suisse, avec une série de créateurs ou de chercheurs en Suisse: il y développe de nouvelles formes d'anthologie, de performance, de création assistée par ordinateur, ainsi que des voyages poétiques par réalité augmentée ou virtuelle. Après la publication d'Europa Popula, il réalise une série d'interventions, dont un podcast intitulé "Pour en finir avec l'Universel Partage" (MRL, 4 mars 2021), dans lequel il décrit le sens de ses "dispositifs" poétiques.

## Publications

### Poésie
- Saveurs du réel, Empreintes, 2006.
- En la Demeure, Empreintes, collection peinte, 2007.
- Big bang Europa, Tarabuste, coll. « Double B.A.T. », 2015.
- Après l'Union, Tarabuste, coll. « Double B.A.T. », 2017.
- Europa Popula, Tarabuste, coll. « Double B.A.T. », 2020.
- Le paysage originel, Hermann, 2022.

### Théorie et critique littéraires
Essais
- Le Pacte lyrique, Mardaga, 2003.
- Modernité et paradoxe lyrique : Max Jacob, Francis Ponge, Jean-Michel Place, 2006.

Anthologie codirigée
- Le Poème et le territoire : promenades littéraires en Suisse romande, Noir sur blanc, 2019

Éditions
- Max Jacob, Œuvres, Gallimard (Quarto), 2012.
- Gustave Roud, Vues sur Rimbaud, Fata Morgana, 2012.
- Max Jacob, La Vérité du poète, L’Homme de cristal, La Table ronde, 2014.

Collectifs (co)dirigés
- Paysage et poésies francophones, Presses de la Sorbonne-Nouvelle, 2005.
- Quelle éthique pour la littérature ? Pratiques et déontologies, Labor et Fides, 2007.
- Poésie contemporaine et tensions de l’identification : de 1985 à nos jours, Archipel, 2008.
- Le Chant et l’écrit lyrique, Peter Lang, 2009.
- Gustave Roud et Philippe Jaccottet, quelle filiation littéraire ? Cahiers Gustave Roud, n° 15, 2014.
- Les Passions en littérature : de la théorie à l’enseignement, Études de lettres, 2014.
- Théories du lyrique. Une anthologie de la critique mondiale de la poésie, Université de Lausanne/International Network for the Study of Lyric, février/octobre 2020, http://lyricalvalley.org/theories-du-lyrique/

### Dispositifs numériques en poésie
Installations
- Dark Mirror, visite poétique en réalité augmentée de l'exposition et du catalogue "Je suis ton père", Maison d'Ailleurs, 2018.- repris sous le titre "Sonnet de la constellation" pour l'exposition Code/Poésie (Digital Lyric), en 2020.
- Responsive Europa, installation conçue avec Demian Conrad pour la Biennale de Design de Porto 2019.
- Le Voyage d'Orphée, scénarisation pour le film en 360° (réalité virtuelle), réalisé par Vincent de Vevey, exposition Code/Poésie (Digital Lyric), en 2020.
- Europa Popula (poème), court-métrage de Yannick Maron, collection Close Poetry, Pro Helvetia, 2021.

Autres
- Poetrify, nouvelle anthologie des françaises et anglaise à votre goût, exposition Code/Poésie (Digital Lyric), en 2020
- Anthologie vidéo de la poésie en Suisse romande, 30 vidéos réalisées avec Nadejda Magnenat, Université de Lausanne, 2018.
- Je suis un chœur, performance de Charles Pennequin sur 5 écrans simultanés, Code/Poésie (Digital Lyric), en 2020.
- Close Poetry, clips poétiques en Suisse, codirection de la collection avec Marie Thorimbert, Pro Helvetia, 2021.

Sites
- poesieromande.ch, toutes les actualités de la poésie en Suisse romande, fondé en 2011.
- printempsdelapoésie.ch, site du Printemps de la poésie, fondé en 2016.
- lyricology.org, site multilingue pour l'International Network for the Study of Lyric, fondé en 2017.
- poesie-en-classe.ch, site pour l'aide à l'enseignement de la poésie, fondé en 2018.
- lyricalvalley.org, site-mère des projets du réseau Poésie en Suisse romande, fondé en 2019.
- ptyxel.net, plateforme vidéo pour la poésie, fondée en 2021.

### Livres de création en collaboration
- Le Dépôt des rêves, en collaboration avec David Deppierraz et Muriel Nardin Dubuis, Jean-Michel Place, 2006.
- Ce qui, noir, prend souffle, en collaboration avec Catherine Bolle, Traces, 2007.

## Liens
- Site poétique personnel
- Section de l'Université de Lausanne - Antonio Rodriguez
- Sites de poésie dirigés : lyricalvalley.org, poesieromande.ch, poesie-en-classe.ch
- « Antonio Rodriguez », sur la base de données des personnalités vaudoises sur la plateforme « Patrinum » de la Bibliothèque cantonale et universitaire de Lausanne.
- lyricology.org : International Network for the Study of Lyric
- Printemps de la poésie en Suisse
- Notices d'autorité :   - Tchéquie